# Asarum heterotropoides
Asarum heterotropoides là một loài thực vật có hoa trong họ Aristolochiaceae. Loài này được F.Schmidt mô tả khoa học đầu tiên năm 1868.